# Арно дьо Компс
Арно дьо Компс (на френски: Arnaud de Comps), е френски рицар, 4-тият велик магистър на Ордена на рицарите хоспиталиери. Той е начело на Ордена в периода 1162 – 1163 година.
След смъртта на Оже дьо Балбен за негов приемник е избран Арно дьо Компс. Родом е от Comps-sur-Artuby, Франция.
Умира скоро след встъпването си в длъжност, през януари 1163 г. Негов приемник е Жилбер д’Есаи.